# 蒋尧年
蒋尧年，清朝人，是一名清朝政治人物。
蒋尧年曾于1749年接替王侹任上海县知县一职，1750年由叶品接任。